# Frasdorfer Hütte
Die Frasdorfer Hütte ist eine private Schutzhütte in 950 m ü. NHN Höhe oberhalb von Frasdorf und Aschau im Eigentum der Cramer-Klett Liegenschaftsverwaltung. Sie befindet sich in den Chiemgauer Alpen 4,5 km nordöstlich unterhalb der Hochries im oberbayerischen Landkreis Rosenheim. Die Frasdorfer Hütte ist ein leicht erreichbares Ausflugsziel auf dem Almgelände der Hofalm und kann zu Fuß oder mit dem Mountainbike sowie im Winter mit Rodeln oder Tourenski erreicht werden. Für Bergsteiger ist sie ein möglicher Stützpunkt für Touren durch die Chiemgauer Alpen und auf dem hier vorbeiführenden Weitwanderweg Königssee–Bodensee, dem Maximiliansweg. 

## Geschichte
Das 1937 erbaute Schutzhaus war von 2019 bis Mai 2022 wegen Renovierungsarbeiten geschlossen. Dabei wurde die Zahl der Betten von 10 auf 25 erhöht. Das Ausstattungsniveau der Zimmer wurde erhöht. Zugleich wurde das Lager mit bisher 50 Plätzen abgeschafft. Auch wurde das Niveau der Speisekarte erhöht.

## Zugänge
- Von Frasdorf-Lederstube (650 m, Parkplatz) über Zellbodental, leicht, Gehzeit: 1 Stunde
- Von Frasdorf-Soilach (810 m, Parkplatz) über die Schmiedalm, leicht, Gehzeit: 45 Minuten
- Von Frasdorf-Sagberg (790 m, Parkplatz) über die Rauchalm, leicht, Gehzeit: 45 Minuten
- Von Hohenaschau (630 m, Parkplatz) über die Hofalm, leicht, Gehzeit: 1¼ Stunden

## Übergänge
- Riesenhütte (1345 m, DAV) über Riesental, leicht, Gehzeit: 1¼ Stunden
- Hochrieshütte (1570 m, DAV) über Riesenhütte, leicht, Gehzeit: 2 Stunden
- Klausenhütte (1510 m, Privat) über Abergalm und Klausenberg, leicht, Gehzeit: 2¾ Stunden
- Spitzsteinhaus (1252 m, DAV) über Klausenhütte und Brandelberg, mittel, Gehzeit: 5 Stunden

## Gipfelbesteigungen
- Riesenberg (1450 m) über Riesenhütte, leicht, Gehzeit: 1¾ Stunden
- Spielberg (1440 m) über Riesenhütte, leicht, Gehzeit: 1¾ Stunden
- Hochries (1570 m) über Riesenhütte, leicht, Gehzeit: 2 Stunden
- Laubenstein (1350 m) über Grubalm, leicht, Gehzeit: 1½ Stunden
- Predigtstuhl (1495 m) über Abergalm, leicht, Gehzeit: 2 Stunden